# فورد ماستنگ اس‌اس‌پی
فورد موستانگ اس‌اس‌پی (Ford Mustang SSP) خودرویی است که در سال‌های ۱۹۸۲ تا ۱۹۹۳تولید شده‌است. سیستم جعبه‌دندهٔ آن ۵ دنده به دو صورت خودکار و دستی است.